# Манъти (окръг, Флорида)
Окръг Манъти (на английски: Manatee County) е окръг в щата Флорида, Съединени американски щати. Площта му е 2313 km², а населението - 315 766 души. Административен център е град Брейдънтън.